# White Gospel
White Gospel ist eine Sparte der US-amerikanischen und der englischen vokalen Kirchenmusik. Entstanden ist White Gospel in der zweiten Hälfte des 19. Jahrhunderts im Zuge der Evangelisationsbewegung in den USA vor allem durch Dwight Moody und Ira D. Sankey. Rhythmisch und melodisch orientiert sich White Gospel an der amerikanischen Country-Musik. Ein Beispiel ist das Erweckungslied.
Der White Gospel wird vom Black Gospel abgegrenzt.